# Rouville (municipalité régionale de comté)
Pour les articles homonymes, voir Rouville.
Rouville est une municipalité régionale de comté (MRC) du Québec (Canada) dans la région de la Montérégie. Son chef-lieu est Marieville. Elle est nommée en l'honneur de la famille Rouville, qui possédait une seigneurie dans la région au XIXe siècle.

## Géographie

### Entités territoriales
La MRC est constituée de huit municipalités locales.
| Nom                         | Statut       | Population 2021 | Superficie (km2) | Densité (h/km2) | Ref. |
| --------------------------- | ------------ | --------------- | ---------------- | --------------- | ---- |
| Ange-Gardien                | Municipalité | 2 889           | 90,5             | 31,92           |      |
| Marieville                  | Ville        | 11 332          | 62,9             | 180,16          |      |
| Richelieu                   | Ville        | 5 742           | 32,5             | 176,68          |      |
| Rougemont                   | Municipalité | 2 696           | 44,5             | 60,58           |      |
| Saint-Césaire               | Ville        | 5 972           | 83,2             | 71,78           |      |
| Saint-Mathias-sur-Richelieu | Municipalité | 4 544           | 50,1             | 90,7            |      |
| Saint-Paul-d'Abbotsford     | Municipalité | 2 886           | 80,2             | 35,99           |      |
| Sainte-Angèle-de-Monnoir    | Municipalité | 1 828           | 45,1             | 40,53           |      |
| Total                       | Total        | 37 889          | 490,1            | 77,31           |      |